# الإجهاض والأمراض العقلية
المرض العقلي يكون أحيانا نتيجة للإجهاض أو فقدان الحمل المبكر.على الرغم من أن النساء يمكن أن يعانين من أعراض نفسية طويلة الأمد بعد الإجهاض، إلا أنه لا يُنظر عادةً في إمكانية الإصابة بأمراض عقلية. يمكن أن يتطور المرض العقلي عند النساء اللواتي تعرضن لواحد أو أكثر من حالات الإجهاض بعد الحدث أو حتى بعد سنوات. تشير بعض البيانات إلى أن الرجال والنساء يمكن أن يتأثروا بما يصل إلى 15 عامًا بعد الخسارة. على الرغم من الاعتراف بها كمشكلة صحية عامة، إلا أن الدراسات التي تبحث في حالة الصحة العقلية للمرأة بعد الإجهاض لا تزال غير موجودة. يمكن أن يحدث اضطراب ما بعد الصدمة (PTSD) عندالنساء اللاتي تعرضن للإجهاض. تشمل مخاطر الإصابة باضطراب ما بعد الصدمة بعد الإجهاض آلامًا عاطفية ، وتعبيرات عن العاطفة، وانخفاض مستويات الدعم الاجتماعي. حتى لو حدثت مستويات منخفضة نسبيا من الإجهاد بعد الإجهاض، يمكن لأعراض اضطراب ما بعد الصدمة، بما في ذلك ذكريات الماضي، والأفكار المتطفلة، والتفكك، والفرط في النمو. يرتبط الاكتئاب السريري أيضًا بالإجهاض. كانت الاستجابات السابقة من قبل الأطباء أن يصفوا المهدئات. قد يؤدي الإجهاض المتكرر إلى زيادة حدوث الأفكار التدخلية لدى النساء وشركائهن. الإجهاض له تأثير عاطفي ويمكن أن يؤدي أيضًا إلى اضطرابات نفسية. أحد الاضطرابات التي يمكن أن تتطور هو الانشغال الأولي للأمهات. يمكن أن تتطور هذه الصدمة النفسية كاستجابة لفقد الحمل المبكر. يمكن أن يتطور القلق أيضًا نتيجة للإجهاض. تصف النساء العلاج الطبي الذي يتلقينه ساهمت ضائقتهن. حتى لو حدثت مستويات منخفضة نسبيا من الإجهاد بعد الإجهاض، فإن أعراض اضطراب الإجهاد اللاحق بما في ذلك ارتجاع الفوتوشوب، والتفكك والفرط يمكن أن تتطور في وقت لاحق. يرتبط الاكتئاب السريري أيضًا بالإجهاض. يمكن أن تتطور الأفكار التدخلية بعد الخسارة. قد يحدث اضطراب الهلع والأفكار الهوسية أيضًا كرد على الإجهاض. قد يعاني الرجال من الألم والآثار النفسية ولكنهم يتفاعلون من خلال تبني «السلوكيات التعويضية» مثل زيادة استهلاك الكحول. نظرًا لأن الرجال يمكنهم اعتبار دورهم داعمًا، فقد لا يتم التعرف على خسارتهم.